# Tákis Taliadóros
Dimítrios « Tákis » Taliadóros (grec moderne : Δημήτριος «Τάκης» Ταλιαδώρος), né en 1925, à Thessalonique, en Grèce et décédé le 25 mai 2011, est un ancien joueur grec de basket-ball. 

## Palmarès
- 3e du championnat d'Europe 1949